# Goleasca (okręg Ardżesz)
Goleasca – wieś w Rumunii, w okręgu Ardżesz, w gminie Recea. W 2011 roku liczyła 214 mieszkańców.